# Raphael Pires
Pour les articles homonymes, voir Pires.
Raphael Pires, né le 16 janvier 1997 à Cascavel, est un coureur cycliste brésilien.

## Biographie
Raphael Pires est originaire de Cascavel, une commune située dans l'État du Paraná. Il devient notamment champion du Brésil du contre-la-montre en 2015 chez les juniors (moins de 19 ans). 
En 2017, il est sacré vice-champion du Brésil sur route dans la catégorie espoirs (moins de 23 ans). Il intègre également l'effectif de la formation Soul Brasil, qui évolue au niveau continental professionnel. Durant cette saison, il participe au Tour du Pays basque et au Tour de Turquie.  

## Palmarès et résultats

### Palmarès par année
- 2015
  -  Champion du Brésil du contre-la-montre juniors
  - 2e du championnat du Brésil sur route juniors
- 2017
  - 2e du championnat du Brésil sur route espoirs

### Classements mondiaux
| Année            | 2017 |
| ---------------- | ---- |
| UCI America Tour | 296e |